# Dansk Melodi Grand Prix 2016
Dansk Melodi Grand Prix 2016 var den 46. udgave af Dansk Melodi Grand Prix, en årligt tilbagevendende sangkonkurrence afholdt siden 1957 af Danmarks Radio (DR). Konkurrencens formål var at finde den sang, der skulle repræsentere Danmark ved Eurovision Song Contest 2016 i Stockholm.
Arrangementet blev afviklet 13. februar 2016 i Forum Horsens med Jacob Riising, Annette Heick og Hilda Heick som værter.
Sangen formåede ikke at kvalificere sig til den store finale ved Eurovision Song Contest. Danmark endte med en 17. Plads i Semifinalen, hvor man skulle være i top 10 for at kvalificere sig til finalen.

## Deltagere
Da fristen for at indsende bidrag til Melodi Grand Prix 2016 udløb 7. september 2015, var der blevet indsendt 982 sange, hvilket på daværende tidspunkt var det højeste antal bidrag, der nogensinde var blevet indsendt til konkurrencen.  De 10 deltagende sange blev udvalgt af et bedømmelsesudvalg i åben konkurrence blandt de indsendte bidrag samt øvrige udvalgte kompositioner. Cutfather havde som musikansvarlig for konkurrencen det overordnede ansvar for udvælgelsen af deltagerfeltet, i samarbejde med musikproduceren Jonas Schrøder. De øvrige medlemmer af bedømmelsesudvalget vil ikke blive offentliggjort.
DR havde oprindeligt annonceret, at de ti finalister ville blive offentliggjort 28. januar 2016. Samme dag skulle de ti sange frigives i fuld længe på YouTube. Ved en fejl blev alle sange dog lagt op på Spotify og iTunes allerede 10. januar, hvorefter DR bekræftede de deltagende solisters navne og titlerne på deres sange.
Ekstra Bladet kunne 21. januar 2016 berette, at sangen "Never Alone" af Anja Nissen allerede i sommeren 2014 var blevet sunget ved flere offentlige koncerter af den ene sangskriver, Emmelie de Forest. Ifølge avisen kunne dette potentielt være et brud på reglerne for deltagelse i Eurovision Song Contest, hvilket i så fald ville medføre diskvalifikation. Den 26. januar 2016 meddelte DR, at European Broadcasting Union (EBU) havde vurderet, at der ikke ville være noget til hinder for, at sangen ville kunne deltage i Eurovision Song Contest 2016. Derfor fortsatte den i konkurrencen. Ifølge underholdningschef Jan Lagermand Lundme havde DR allerede ved udvælgelsen af de ti finalister haft kendskab til, at sangen tidligere var blevet fremført ved et par koncerter.
| Nr. | Kunstner(e)        | Sang                | Komponist / tekstforfatter                                                                                          | Note          |
| --- | ------------------ | ------------------- | --- | ------------- |
| 1   | David Jay          | "Rays of Sunlight"  | Brian Risberg Clausen, Christoffer Stjerne                                                                          |               |
| 2   | Simone             | "Heart Shaped Hole" | Andrew Love, Carl Ryden                                                                                             | Superfinalist |
| 3   | Bracelet           | "Breakaway"         | Rebecca Krogmann, Charlie Grönvall, Felix Grönvall, Jimmy Jansson, Nanne Grönvall                                   |               |
| 4   | Sophia Nohr        | "Blue Horizon"      | Christoffer Lauridsen, Marie Keis Uhre                                                                              |               |
| 5   | Veronicas Illusion | "The Wrong Kind"    | Freja Jonsson Blomberg, Dimitri Stassos, Peter Boström, Tobias Stigaard Stenkjær                                    |               |
| 6   | Lighthouse X       | "Soldiers of Love"  | Sebastian F. Ovens, Daniel Lund Jørgensen, Katrine Klith Andersen, Søren Bregendal, Johannes Nymark, Martin Skriver | Superfinalist |
| 7   | Kristel Lisberg    | "Who Needs a Heart" | Sara Ljunggren, Jonas Gladnikoff                                                                                    |               |
| 8   | Jessica            | "Break It Good"     | Engelina Andrina, Tommy P. Gregersen, David Todua                                                                   |               |
| 9   | Muri & Mario       | "To stjerner"       | Mads Løkkegaard, Gianluigi Fazio, Murad Mahmoud, Mario Sciacca                                                      |               |
| 10  | Anja Nissen        | "Never Alone"       | Emmelie de Forest, Maureen "MoZella" McDonald, Rune Westberg                                                        | Superfinalist |

Som noget nyt blev alle deltagende sange fremført med båndede korvokaler; alle leadvokaler blev dog sunget live.

## Afstemning
Vinderen af Dansk Melodi Grand Prix 2016 blev fundet gennem to afstemningsrunder.
I første afstemningsrunde havde seerne og en fagjury hver 50 procent af magten, da 3 sange skulle stemmes videre til superfinalen. Da vinderen skulle findes i superfinalen, var det alene seernes stemmer, der afgjorde resultatet. Seerne kunne begge afstemningsrunder stemme dels via SMS, dels via en ny mobilapplikation, der var udviklet til formålet.
Fagjuryen bestod af koreograf Vicky Leander, sangerinde Christina Chanée (vinder af Dansk Melodi Grand Prix 2010), den Eurovision-vindende sangskriver John Gordon, radiovært Dennis Johannesson og Mette Thorning Svendsen, der er mangeårig fan af konkurrencen. Sidstnævnte blev udpeget som erstatning for et af de oprindeligt annoncerede jurymedlemmer, Johann Sørensen, der er formand for MelodiGrandPrixFans.dk. Han var blevet diskvalificeret som jurymedlem på baggrund af et interview i metroxpress, hvor han havde udtalt sig om Simones vinderchancer.

### Superfinale
| Nr. | Kunster(e)   | Sang                | Seernes stemmer | Placering |
| --- | ------------ | ------------------- | --------------- | --------- |
| 2   | Simone       | "Heart Shaped Hole" | 22%             | 3         |
| 6   | Lighthouse X | "Soldiers of Love"  | 42%             | 1         |
| 10  | Anja Nissen  | "Never Alone"       | 36%             | 2         |